# Łukasz Nalewajka
Łukasz Nalewajka (ur. 30 listopada 1993 w Wodzisławiu Śląskim) – polski hokeista, reprezentant Polski.
Jego brat bliźniak Radosław także został hokeistą, a obaj konsekwentnie występują razem w kolejnych klubach.

## Kariera
- SMS I Sosnowiec (2009-2012)
  -  SMS II Sosnowiec (2010/2011)
  -  JKH GKS Jastrzębie (2011)
- Orlik Opole (2012-2014)
- JKH GKS Jastrzębie (2013-)

Wychowanek klubu JKH GKS Jastrzębie. W sezonie 2017/2018 był kapitanem drużyny (w kolejnym zastąpił w tej funkcji brat). W kwietniu 2022 obaj bracia przedłużyli kontrakt z klubem o dwa lata.
W barwach reprezentacji Polski do lat 18 uczestniczył w turniejach mistrzostw świata juniorów do lat 18 edycji 2011 (Dywizja I). W barwach reprezentacji Polski do lat 20 uczestniczył w turniejach mistrzostw świata juniorów do lat 20 edycji 2012, 2013 (Dywizja IB). Występował w seniorskiej kadrze Polski w sezonie 2018/2019.

## Osiągnięcia
Reprezentacyjne
- Awans do mistrzostw świata juniorów do lat 20 Dywizji I Grupy A: 2013

Klubowe
- Brązowy medal mistrzostw Polski: 2014, 2020[4], 2022, 2025 z JKH GKS Jastrzębie
- Srebrny medal mistrzostw Polski: 2015 z JKH GKS Jastrzębie
- Puchar Polski: 2018, 2019, 2021 z JKH GKS Jastrzębie
- Puchar Wyszehradzki: 2020 z JKH GKS Jastrzębie
- Superpuchar Polski: 2020, 2021 z JKH GKS Jastrzębie
- Złoty medal mistrzostw Polski: 2021 z JKH GKS Jastrzębie
- Finał Pucharu Polski: 2023, 2024 z JKH GKS Jastrzębie

Indywidualne
- Mistrzostwa świata do lat 18 w hokeju na lodzie mężczyzn 2011#Pierwsza dywizja:
  - 10 kwietnia 2011: Zwycięski gol w wygranym 7:3 meczu z Koreą Południową (przesądzającym o utrzymaniu Polski w dywizji)[5]
- Mistrzostwa Świata Juniorów w Hokeju na Lodzie 2012#Pierwsza dywizja:
  - 18 grudnia 2011: Zwycięski gol w wygranym 3:2 meczu z Francją[6]